# Comuna Poliske, Korosten
Poliske (în ucraineană Поліська сільська рада) este o comună în raionul Korosten, regiunea Jîtomîr, Ucraina, formată din satele Poliske (reședința) și Rudnea.

## Demografie
Componența lingvistică a comunei Poliske
     Ucraineană (97,37%)
     Rusă (2,43%)
     Alte limbi (0,1%)
Conform recensământului din 2001, majoritatea populației comunei Poliske era vorbitoare de ucraineană (97,37%), existând în minoritate și vorbitori de rusă (2,43%).